# 盧霍韋 (利維夫州)
50°0′25″N 24°57′36″E / 50.00694°N 24.96000°E
盧霍韋（羅馬化：Luhove）是烏克蘭西部的村落，隸屬利沃夫州的佐洛奇夫區。該村始建於1400年，面積2.19平方公里，海拔高度233米，2018年人口642，人口密度每平方公里321.28人。